# Vetenskaplig modell
En vetenskaplig modell är ett försök att systematiskt beskriva ett fenomen i verkligheten. Det liknar en vetenskaplig teori men går inte lika djupt i förklaringen, eller är inte lika generell. Modellen visar snarare de samband som finns inom ett fenomen eller en företeelse i ett specifikt fall.

## Olika typer av modeller
En vetenskaplig modell kan ha många olika former, och ser ofta helt olika ut inom exempelvis naturvetenskap respektive samhällsvetenskap. Inom naturvetenskap, särskilt fysik, och ingenjörsvetenskap är det vanligt att modeller formuleras som matematiska modeller.

## Antaganden och förenklingar
Att ställa upp en modell innebär nästan alltid att antaganden eller förenklingar måste göras. Modeller är därför i allmänhet förenklade beskrivningar av verkligheten, som tagits fram i ett visst syfte, till exempel för att fokusera på vissa aspekter av en frågeställning.
Att sätta upp en bra modell av ett fenomen kan ofta liknas vid att rita en karikatyr av verkligheten där man reducerar bort allt utom de väsentliga dragen för att göra fenomenet hanterbart och tillgängligt för analys och simuleringar.